# Quercus longinux
Quercus longinux — вид рослин з родини Букові (Fagaceae); ендемік Тайваню.

## Опис
Дерево до 15 м заввишки, стовбур до 0.6 м у діаметрі. Гілочки стрункі, чорнувато-коричневі, голі. Листки 6–8 × 2–2.5 см, від вузько довгасто-еліптичних до овально-ланцетних, шкірясті; верхівка від хвостатої до довго загостреної; основа клиноподібна; межа зазубрена в апікальній половині; блискучі й зелені зверху; сірувато-зелені знизу; ніжка листка гола, 1–2 см. Жолудь від яйцюватого до яйцювато-еліпсоїдного, довжина 1.2 см, ширина 0.9 см; чашечка охоплює 1/3 горіха, довжиною 8–9 мм, шириною 10–12 мм; дозріває через 1 рік.

## Середовище проживання
Ендемік Тайваню.
Росте у широколистяних вічнозелених лісах у горах. Висота проживання: 300–2500 м.